# Пастирчићи
„Пастирчићи”  (словен. Pastirci) је југословенски и словеначки драмски филм први пут приказан 2. децембра 1973. године. Режирао га је Франце Штиглиц а сценарио су написали Андреј Хиенг, Иван Потрч и Франце Штиглиц по делу Франце Бевка из 1935. године.

## Улоге
| Глумац         | Улога           |
| -------------- | --------------- |
| Деметер Битенц | Схарпенер       |
| Андреј Цевка   | Ферјанц         |
| Марија Хозјан  | Госпођица Брдар |
| Тоне Кунтнер   |                 |
| Миха Левстек   | Ленарт          |
| Бого Ропотар   | Блаже           |
| Ксенија Синур  | Терезка         |
| Нађа Страјнар  |                 |
| Јоже Зупан     | Матија          |